# 偶像大師系列作品列表
《偶像大师》是万代南梦宫娱乐（原南梦宫）出品的生活模拟与节奏游戏系列。系列首款游戏为日本街机游戏，于2005年推出。此后系列在不同游戏机上，推出多款移植、续作与衍生游戏；包含社交网络游戏。系列作品多仅在日本推出，但《偶像大師 閃耀祭典》的三个版本皆英文化，向全球iOS发布。偶像大师系列还有诸多跨媒体作品，如动画、漫画、小说、广播节目和广播剧。偶像大师各作成绩不一，但游戏和衍生媒体总收入在2013年突破100亿日元。
不只电子游戏系列有跨媒体作品，独立动画连续剧《偶像大师Xenoglossia》也有改编漫画、小说與真人版電視劇，漫画连载《迷你偶像大师》后亦改编为动画和广播剧。系列有上百张专辑或单曲，收录配音员所唱的游戏歌曲。许多歌曲有多种改编重混版。游戏和动画亦有相关书籍，如攻略本和原画集。真人版電視劇為 《偶像大師.KR-追逐夢想》。

## 电子游戏
玩家在各本篇游戏中，都要训练走在成名路上的流行偶像。系列情节以演艺事务所765 Production为中心，但后来游戏《偶像大师 深情之星》的背景为876 Production，最早于《偶像大师SP》出现的961 Production，后于《偶像大师2》中再度出现。到《偶像大师SP》为止的游戏称为第一世代，采用共同的时间轴；《深情之星》另起时间轴，是“第二世代”的首款游戏，官方称第二世代是偶像大师的下一个项目，将继续扩展系列的世界。之后系列推出两款社交网络游戏：2011年的《偶像大师 灰姑娘女孩》，以及2013年的《偶像大师 百万人演唱会！》；两款游戏融入卡牌战斗系统，并总共新创百余名偶像。第三款社交网络游戏为2014年的《偶像大师SideM》，同采用卡牌战斗系统且只有男偶像。第四款社群網路遊戲為2018年的《偶像大師 閃耀色彩》，為網頁遊戲並使用全新的偶像陣容。
| 作品 | |
| --- | --- |
| 偶像大師 (街機)首发日期： - 日本：2005年7月26日                                                                     | 备注： - 发行于南梦宫系统246。 |
| 偶像大師 發生☆地點首发日期： - 日本：2005年                                                                         | 备注： - 發行於功能型手機上的小型遊戲。 |
| 偶像大師 (Xbox 360)首发日期： - 日本：2007年1月25日                                                                 | 备注： - 發行於Xbox 360上，為街機版的移植版，並做了些修訂。 |
| 偶像大師 為你而唱！首发日期： - 日本：2008年2月28日                                                                 | 备注： - 发行于Xbox 360。 - 2009年3月12日，《偶像大師 為你而唱！》又以Xbox 360白金版的方式再度發行，同日也發行了《偶像大師 雙子星》，為Xbox 360版《偶像大師》及《偶像大師 為你而唱！》的同捆版。                                                           |
| 偶像大师 SP首发日期： - 日本：2009年2月19日                                                                         | 备注： - 发行于PlayStation Portable。 - 分為《完美太陽》、《思念之月》、《驚奇之星》三個版本。 |
| 偶像大師 深情之星首发日期： - 日本：2009年9月17日                                                                   | 备注： - 发行于任天堂DS。 |
| 偶像大師 動版首发日期： - 日本：2010年12月21日                                                                      | 备注： - 以都科摩、軟銀及au為平臺的網頁遊戲。 |
| 偶像大師2首发日期： - 日本：2011年2月24日                                                                           | 备注： - 发行于Xbox 360。 - 2011年10月27日移植至PlayStation 3。 - 2012年8月2日以索尼The Best版和Xbox 360白金版的方式再度販售。 |
| 偶像大師 為你寫真 系列- 日本：2011年10月27日 － 2012年6月28日                                                       | 备注： - 发行于PlayStation 3。 - 共分9章，每月下旬发行一章。 |
| 偶像大师 灰姑娘女孩首发日期： - 日本：2011年11月28日                                                                | 备注： - 透过夢寶谷平臺，发行于Android和iOS的手機社群遊戲。 - 2014年11月16日，以的方式發行於Android，同月25日發行於iOS。 |
| 偶像大師 移動版 i首发日期： - 日本：2012年3月30日                                                                     | 备注： - 《偶像大師 動版》的續作，以行動應用程式的方式發行於iOS上。 |
| 偶像大師 LIVE in SLOT！首发日期： - 日本：2012年5月23日                                                             | 备注： - 發行於角子機上。 |
| 偶像大師 閃耀祭典首发日期： - 日本：2012年10月25日                                                                  | 备注： - 发行于PlayStation Portable。 - 分為《甜蜜聲音》、《特殊音符》、《魅力旋律》三種版本。 - 2013年4月22日移植為iOS上的行動應用程式。 - iOS版為全系列首次發行於日本海外的遊戲，海外版將上述三版本改名為《Harmonic Score》、《Rhythmic Record》和《Melodic Disc》。 |
| 偶像大師 百萬人演唱會！首发日期： - 日本：2013年2月27日                                                             | 备注： - 透過GREE平臺，发行于功能型手机的社群遊戲。 - 2014年10月22日，以行動應用程式的方式發行於Android，同年12月22日發行於iOS。 |
| 偶像大師頻道首发日期： - 日本：2013年10月2日                                                                        | 备注： - 发行于PlayStation 3。 - 從PlayStation Store免費下載，為管理PS3上《偶像大師》系列的軟體。 |
| 偶像大師 閃耀TV首发日期： - 日本：2013年10月2日                                                                     | 备注： - 发行于PlayStation 3，需透過《偶像大師頻道》下載。 - 為《偶像大師 閃耀祭典》的PS3移植修訂版。 |
| 偶像大師 SideM首发日期： - 日本：2014年2月28日                                                                      | 备注： - 透過夢寶谷平臺，发行于Android和iOS的手機社群遊戲。 - 發行該日由於出現重大瑕疵而下架，於2014年7月17日重新上架。 - 2015年4月23日，以行動應用程式的方式發行於Android，同月30日發行於iOS。                                                                        |
| 偶像大師 全力以赴首发日期： - 日本：2014年5月15日                                                                   | 备注： - 發行於PlayStation 3。 |
| 偶像大師 灰姑娘女孩 為你寫真 系列首发期间： - 日本：2015年4月23日 － 2016年2月25日                                  | 备注： - 發行於PlayStation 3，為《偶像大師 為你寫真》續作，角色改為《偶像大師 灰姑娘》的人物。 - 預計發行9作，每月下旬發行一作。 |
| 偶像大師 灰姑娘女孩 星光舞台首发日期： - 日本：2015年9月3日                                                         | 备注： - 以的方式發行於Android；2015年9月10日，发行于iOS。 |
| 偶像大師 盡情高歌首发日期： - 日本：2015年12月10日                                                                  | 备注： - 发行于PlayStation Vita。 |
| 偶像大師 白金星光首发日期： - 日本：2016年7月28日 - ：2016年9月28日 - 臺灣：2016年9月28日                           | 备注： - 发行于PlayStation 4。 - 首款有官方繁體中文版本的作品。 |
| 偶像大師 灰姑娘女孩 鑑賞革命首发日期： - 日本：2016年10月13日                                                       | 备注： - 發行於PlayStation 4，需搭配PlayStation VR進行遊玩。 |
| 偶像大師 百萬人演唱會！劇場時光首发日期： - 日本：2017年6月29日                                                     | 备注： - 以的方式發行於Android和iOS。 |
| 偶像大師 SideM 獻唱舞台！首发日期： - 日本：2017年8月29日                                                           | 备注： - 以的方式發行於Android和iOS。 |
| 偶像大師 星光舞台首发日期： - 日本：2017年12月21日 - ：2017年12月21日 - 臺灣：2017年12月21日 - 香港：2017年12月21日 | 备注： - 发行于PlayStation 4。 |
| 偶像大師 閃耀色彩首发日期： - 日本：2018年4月24日                                                                   | 备注： - 以網頁遊戲形式發行，使用HTML5技術製作 |
| 偶像大師 SideM 成長之星首发日期： - 日本：2021年10月6日                                                             | 备注： - 以的方式發行於Android和iOS。 |
| 偶像大師 星耀季節首发日期： - 日本：2021年10月14日 - 臺港：2021年10月14日 - 东南亚：2021年10月14日                  | 备注： - 发行于PlayStation 4和Windows的Steam平台，為首款登陸PC平台的作品。 |

## 动画
《偶像大師》系列改編或衍生出許多動畫，包含電視連續劇動畫、網路動畫，以及附贈在電子遊戲內的OVA，並曾製作動畫電影於日本上映。
| 作品 | |
| --- | --- |
| 偶像大師 XENOGLOSSIA日本首播： 2007年4月4日－2007年9月24日                                              | 备注： - 由日昇動畫制作的機器人動畫，共26話。                                                                                                  |
| 偶像大師 為你而唱！日本發行： 2008年2月28日                                                             | 备注： - 由Frontier Works與Actas製作的OVA，與遊戲《偶像大師 為你而唱！》限定版一起發行。                                                       |
| 偶像大師日本首播： 2011年7月7日－2011年12月22日                                                         | 备注： - 由A-1 Pictures製作的偶像動畫，共25話。 - 2012年6月28日，特別篇以OVA的方式與動畫第24、25話一同發行；並於同月16日先於電視放送。         |
| 偶像大師 閃耀祭典日本發行： 2012年10月25日                                                              | 备注： - 由A-1 Pictures製作的OVA，遊戲《偶像大師 閃耀祭典》三個版本各包含OVA一話，並以該遊戲版本的角色為動畫主角。                             |
| 迷你偶像大師網路首播： 2013年1月1日－2013年3月29日                                                      | 备注： - 由Gathering (動畫製作公司)製作的原創網絡短篇動畫，共64話。 - 2012年10月27日發行的《電擊魔王》雜誌中附贈了動畫的第0話OVA。             |
| 迷你偶像大師 高槻黃金傳說特別篇！！春香祭日本發行： 2013年3月27日－2013年5月29日                        | 备注： - 《迷你偶像大師》的外傳OVA，共計6話。                                                                                                  |
| 偶像大師 劇場版 前往光輝的另一端！日本上映： 2014年1月25日                                              | 备注： - 由A-1 Pictures製作的的動畫電影。 |
| 迷你偶像大師2網路首播： 2014年4月1日－2014年6月30日                                                     | 备注： - 《迷你偶像大師》續作，共74話。 - 2014年3月27日發行的《迷你偶像大師 6》漫畫中附贈了動畫的第0話OVA。                                    |
| 偶像大師 灰姑娘女孩日本首播： 第一季：2015年1月9日－2015年4月10日 第二季：2015年7月17日－2015年10月16日 | 备注： - 由A-1 Pictures製作的偶像動畫，共25話；分兩季播出，但劇情連貫非兩期作品。 - 2016年2月25日，特別篇以OVA的方式與動畫第24、25話一同發行。 |
| 灰姑娘女孩劇場日本首播： 第一季：2017年4月4日－2017年6月27日 第二季：2017年10月3日 - 12月26日           | 备注： - 改編自手機遊戲《偶像大師 灰姑娘女孩》裡的連載漫畫《偶像大師 灰姑娘女孩 灰姑娘女孩劇場》，共26話；分兩季播出，但劇情連貫非兩期作品。   |
| 偶像大師 SideM日本首播： 2017年10月7日－2017年12月30日                                                  | 备注： - 由A-1 Pictures製作的偶像動畫，共13話。2017年9月30日，播出前傳《THE IDOLM@STER Prologue SideM -Episode of Jupiter-》。                 |
| 偶像大師 SideM 事出有因Mini日本首播： 2018年10月－2018年12月                                            | 备注： - 由ZERO-G製作的動畫，改編[電擊魔王]]連載的《偶像大師 SideM 事出有因Mini!》，共13話。                                                   |

## 音樂
《偶像大師》的音樂CD主要由日本古倫美亞和Lantis發行，包含《偶像大師 XENOGLOSSIA》、《迷你偶像大師》等延伸動畫的主題曲，以及遊戲系列的原聲帶，還有由為角色配音的聲優群演唱的各種遊戲歌曲或主題曲。各CD多以系列的方式發行，種類從單曲到合輯皆有；另有聲優舉辦的演唱會的DVD或BD等。

## 廣播
為《偶像大師》系列配音的聲優群主持過許多廣播節目，部份仍在放送；廣播節目的媒體包含傳統收音機，以及網路電台。節目主題除了遊戲系列外，也包含動畫《偶像大師 XENOGLOSSIA》、《迷你偶像大師》等延伸作品。廣播內容部份亦被製作成CD或BD發行。為《偶像大師》系列配音的聲優群除了主持廣播節目外，也有錄製廣播劇，做為延伸的劇情；除了直接發行CD的廣播劇外，亦有部分先在網路上首播。

## 書籍

### 漫畫
《偶像大師》系列被改編為許多系列漫畫，另外亦有由多位漫畫家合出的漫畫選集。這些漫畫有些是改編自遊戲系列，有些則以動畫為改編主題；漫畫主題有些則不照遊戲或動畫的原劇情而有原創支線劇情。此外部分漫畫亦在漫畫雜誌上連載，而部分漫畫則以單行本方式發行。

#### 連載漫畫
| 備註 - 作者為稍日向 - 連載於《月刊Comp Ace》 |

| 備註 - 劇本作者為涼風涼，繪者為黑崎舞梨 - 與同名電視動畫相關，連載於《月刊Comp Ace》 |

| 備註 - 作者為草壁雷 - 連載於Side-B・N，屬於《電擊Comics》系列 |

| 備註 - 作者為上田夢人 - 連載於《Comic REX》，屬於《REX Comics》系列 |

| 備註 - 作者為藤真拓哉 - 連載於《月刊少年Rival》 |

| 備註 - 作者為明音 - 連載於《電擊魔王》 |

| 備註 - 作者為坂野杏梨 - 連載於《Comic REX》 |

| 備註 - 作者為零壹 - 連載於《Comic REX》 |

| 備註 - 作者為黑瀨浩介 - 連載於《Comic REX》 |

| 備註 - 作者為Shu（しゅー） - 連載於《電擊魔王》 |

| 備註 - 作者為祐佑 - 連載於《電擊G's magazine》 |

| 備註 - 作者為茜虎徹 - 連載於《月刊Comic電擊大王》 |

| 備註 - 作者為Puroton，2012年11月1日至2015年10月1日連載於《那花與夢》 - 未有單行本，但漫畫內容隨作者的合集《偶像大師系列Puroton四格漫畫集2005-2015》出版。 |

| 備註 作者為美雪蜜蜂（ミユキ蜜蜂），連載於《花與夢》。 |

| 備註 作者為麻菜摘，連載於《花與夢》。 |

| 備註 劇本作者為高橋龍也，繪者為Mana（まな），改編自電視動畫《偶像大師》，連載於《Comic REX》。 |

| 備註 作者為namo，連載於《月刊GANGAN JOKER》。 |

| 備註 作者為Hamachon（ハマちょん），連載於《月刊BIG GANGAN》。 |

| 備註 作者為Ajiichi（アジイチ），連載於《GANGAN ONLINE》，未發行單行本。 |

| 備註 劇本作者為樫葉春樹（樫葉ハルキ），繪者為千葉鞍，連載於《YOUNG GANGAN》。 |

| 備註 作者為木吉紗，連載於《月刊BIG GANGAN》。 單行本包含木吉紗另一作品《偶像大師 灰姑娘女孩 本日的灰姑娘廣播小姐》（アイドルマスター シンデレラガールズ 本日のデレラジさん）。 |

| 備註 手機遊戲《偶像大師 灰姑娘女孩》內的連載漫畫。 |

| 備註 作者為門司雪，連載於《月刊少年Sunday》。 |

| 備註 作者為mizuki，連載於《漫畫四格調色盤》。 |

| 備註 劇本作者為綾奈由仁子，繪者為上戶Sou（上戸ソウ），連載於《月刊ComicREX》，尚未有單行本。 |

| 備註 - 作者為加藤ミチル - 連載於《電擊魔王》 |

| 備註 由万代南梦宫娱乐提供劇本，繪者為迫ミサキ，2016年4月6日開始連載於《少年 Champion Comics Extra》。 |

| 備註 由万代南梦宫娱乐提供劇本，繪者為廾之，連載於《Cycomics》，尚未有單行本。 |

| 備註 - 作者為スメラギ - 連載於《電擊魔王》 - 伴隨着2018年10月改編動畫的播放，該漫畫以《偶像大師 SideM 理由あってMini! Return》的名字，於2018年11月號至2019年3月號的《電擊魔王》上短期連載再開 |

| 備註 - 作者為加藤ミチル - 連載於《電擊魔王》 - 第一集限定版附贈翻唱歌曲CD收錄了VOICE DRAMA和THE 虎牙道翻唱的「スマイル・エンゲージ」、Beit翻唱的「強く尊き獣たち」 - 第二集限定版附贈翻唱歌曲CD收錄了VOICE DRAMA和彩翻唱的「勇敢なるキミへ」、FRAME翻唱的「喝彩！～花鳥風月～」 |

#### 選集
| 備註 由一迅社出版。 |

| 備註 由FOX出版社出版。 |

| 備註 由enterbrain出版。 |

| 備註 由一迅社出版，三系列第二集均附贈一部廣播劇CD。 |

| 備註 連載於《GANGAN ONLINE》，由史克威爾艾尼克斯發行單行本。 |

| 備註 由一迅社出版。 |

| 備註 由一迅社DNA Media Comics發行。 |

| 備註 由KADOKAWA Enterbrain B's-LOG COMICS發行。 |

### 畫冊
| 備註 《偶像大師》系列遊戲中由杏仁豆腐所繪的插圖合輯，由一迅社出版。 |

| 備註 以電視動畫《偶像大師》為主題的畫冊，由學研 Plus出版。 |

### 小說
| 備註 作者為齋藤祐介（斎藤ゆうすけ），由enterbrain出版。 |

| 備註 作者為涼風涼，Ein負責插圖，連載於《DRAGON 雜誌》，後由富士見書房出版書籍。 |

| 備註 作者為涼風涼，塞考斯基負責插圖，連載於《Charano！》，後由HoppyJAPAN出版書籍。 |

### 攻略本與設定集
《偶像大師》遊戲系列大多有相關的攻略書籍介紹遊戲內容和攻略方式；此外亦有公式書介紹遊戲或延伸動畫的設定和創作。
| 備註 《偶像大師》街機版的攻略本，由enterbrain出版。 |

| 備註 《偶像大師》街機版的攻略本，由一迅社出版。 |

| 備註 《偶像大師》Xbox 360版的設定集，由SB Creative出版。 |

| 備註 《偶像大師》Xbox 360版的攻略本，由一迅社出版。 |

| 備註 《偶像大師 XENOGLOSSIA》的設定集，由一迅社出版。 |

| 備註 《偶像大師》Xbox 360版的攻略本，由SB Creative出版。 |

| 備註 《偶像大師 SP》的攻略本，由enterbrain出版。 |

| 備註 《偶像大師 雙子星》的攻略本，由enterbrain出版。 |

| 備註 《偶像大師 深情之星》的攻略本，由enterbrain出版。 |

| 備註 《偶像大師2》的攻略本，由小學館出版。 |

| 備註 《偶像大師2》的攻略本，由enterbrain出版。 |

| 備註 《偶像大師 LIVE in SLOT！》的攻略本，由辰巳出版社出版。 |

| 備註 《偶像大師》電視動畫的設定集，由一迅社出版。 |

## 真人版電視劇
萬代南夢宮娛樂於2017年授權改編真人版電視劇 《偶像大師.KR-追逐夢想》。雖然電視劇是根據《偶像大師》改編，故事也是圍繞著偶像的成長、表演和友情展開，但是原作中的遊戲角色並不會在劇中出現。電視劇的劇情完全以韓國的藝人事務所及娛樂產業所為舞台進行原創，講述的是韓國那些少女偶像們成長的故事。

## 外部連結
- 《偶像大師》整體企劃官方網站（日語）